# Mozaffareddín Shah Qayar
Mozaffareddín Shah Qayar (Teherán, 23 de marzo de 1853-ibidem, 3 de enero de 1907), fue el quinto sah (título que reciben desde la Antigüedad los monarcas de Irán) de la dinastía Qayar, que reinó entre 1896 y 1907. 
Subió al trono tras el asesinato de su padre Nasereddín Shah después de cerca de 40 años como príncipe heredero y gobernador de Azerbaiyán. Al igual que su padre, en varias ocasiones se endeudó para efectuar viajes por Europa. 
En 1906, durante su mandato, se produjo un movimiento de reivindicación de reformas constitucionales que, en contra del criterio de sus sadr-e aʿzam Alí Asghar Jan Atabak y Einoddoulé, aceptó y firmó. Falleció cuatro días después de firmar la primera ley fundamental de Irán.

## Biografía
Mozaffareddín nació el 23 de marzo de 1853 en Teherán, cuarto hijo del monarca  Nasereddín Shah Qayar, llegado al trono cinco años antes, y de la princesa Shokuh os-Saltané. A los cinco años de edad fue designado como príncipe heredero, al morir dos primogénitos y ser un tercero —Masud Mirzá Zell os-Soltán— hijo de madre de estirpe no real.
En 1861, su padre lo envió a la provincia noroccidental de Azerbaiyán a título de gobernador («valí»), cargo en el que permaneció 35 años. Los historiadores de la época no han registrado gran cosa sobre su permanencia en Tabriz, al margen de alusiones a «malas compañías» que determinaron un carácter simple y poca afición a los estudios. Sus relaciones con su padre eran tensas y no se le consultaba en los asuntos importantes del reino, por lo que, cuando ascendió al trono a los 43 años en mayo de 1896 —tras el asesinato de su padre por Mirza Reza Kermani—, no estaba preparado para el ejercicio del cargo.

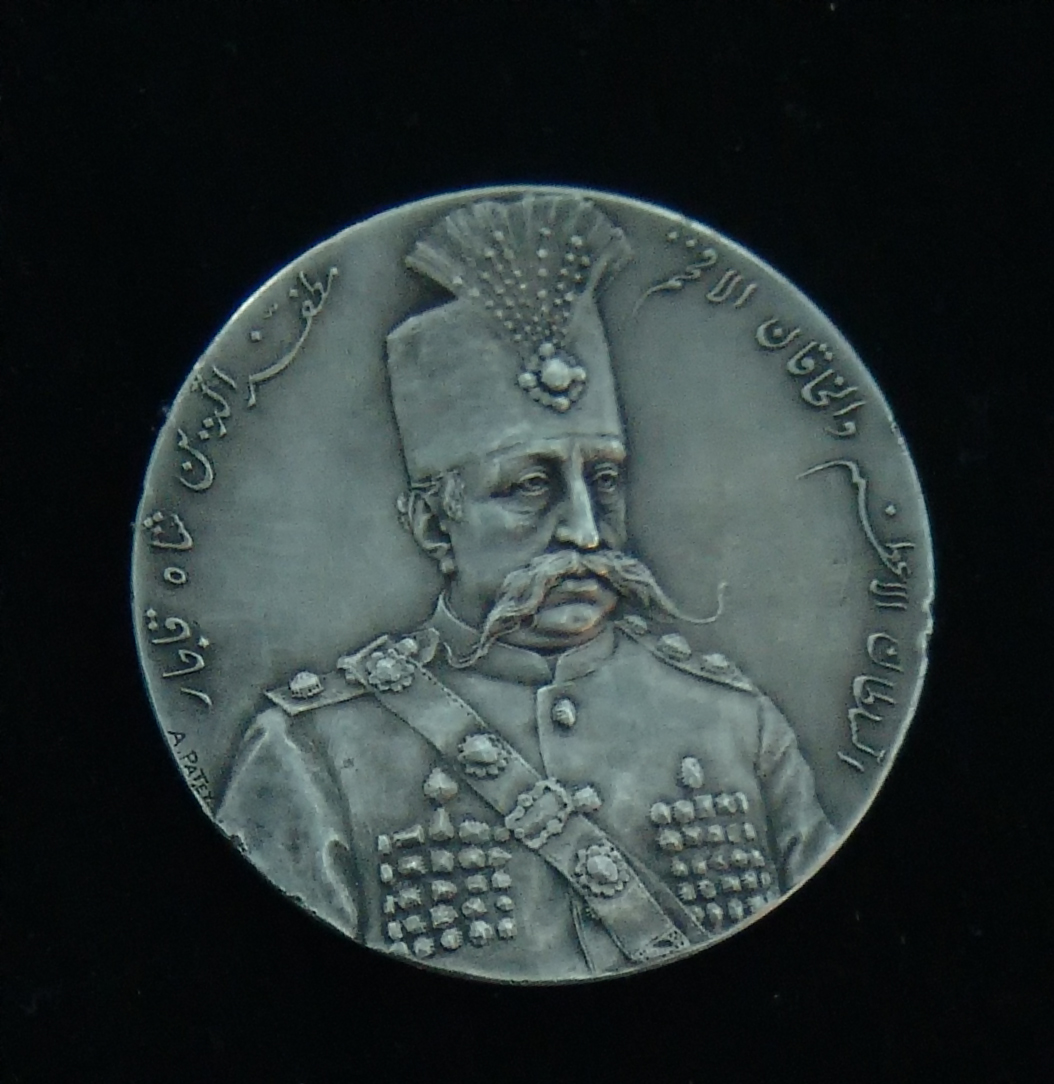
Efigie de Mozaffareddín Shah en moneda de época.

### Reinado
Cuando Mozaffareddín accedió al trono, tuvo que enfrentarse a una grave crisis financiera derivada de la política de su padre, con gastos públicos muy por encima de los ingresos. Tras varios meses en el trono, Mozaffareddín sustituyó al gran visir o sadr-e aʿzam de su padre, Alí Asghar Atabak Amín os-Soltán por Alí Jan Aminoddoulé, quien topó con la oposición de los ulemas por su modernismo y tendencias occidentalizadoras y tras seis meses hubo de dimitir. Su sucesor Mohsén Jan Moshiroddoulé tampoco pudo ejercer más que tres meses y el sah repuso a Amín os-Soltán.
Durante su reinado, Irán no entró en guerra con ningún país y Mozzafareddín intentó algunas reformas en la gestión del tesoro real, tratando de aumentar los impuestos sobre la tierra e impagar préstamos de acreedores locales.  Sin embargo, la deuda acumulada con Inglaterra y Rusia, en que había incurrido la corte qayarí, dificultaron este esfuerzo de manera notable. Tuvo que compensar el déficit existente mediante la concertación de nuevos e impopulares préstamos con Rusia, que exigió a cambio concesiones políticas y entregando la administración de las aduanas iraníes al gestor belga Joseph Naus, quien aseguró a rusos y británicos que daría prioridad al pago de la deuda contraída con ellos. 

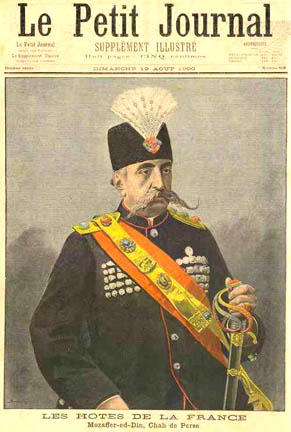
Mozaffareddín Shah en la portada de Le Petit Journal del 19 de agosto de 1900.

#### Viajes a Europa
Al igual que su padre, visitó Europa en tres ocasiones. Para ello, tomó prestados al zar Nicolás II de Rusia, con la mediación de Amín os-Soltán, 23,5 millones de rublos con el aval de los ingresos aduaneros, principal fuente financiera del reino. Su primer viaje, el quinto de un monarca Qayar a Europa, comenzó el 12 de abril de 1900 y duró 17 meses en los que visitó Rusia, Austria, Suiza, Alemania, Bélgica, Francia y, de regreso, Turquía. 
Durante su primera visita a París, además de salir indemne de un atentado, conoció el cinematógrafo en la Exposición Universal y encargó a su fotógrafo, Mirza Ebrahim Jan Akkás Bashí, que adquiriera la maquinaria necesaria para llevar el invento a Irán, dando nacimiento al cine de Irán. En su diario, el sah escribió:

(…) a las nueve de la noche, fuimos al salón de fiestas y exposiciones donde estaban exponiendo el cinematógrafo, que consiste en imágenes fijas y en movimiento. Después fuimos al edificio de la Ilusión (…). En ese edificio estaban exhibiendo el cinematógrafo. Habían erigido una gran pantalla en el centro del salón. Apagaron todas las luces eléctricas y proyectaron las imágenes cinematográficas en aquella gran pantalla. Era muy interesante de observar. Entre las imágenes había africanos y árabes viajando en camello por el desierto africano, lo que era muy interesante. Otras imágenes eran de la exposición, la calle en movimiento, el río Sena con los barcos cruzando, gente nadando y jugando en el agua y muchas otras cosas, todas ellas muy interesantes. Dimes orden al fotógrafo jefe [Akkás Bashí] de adquirir todas aquellas cosas y llevarlas a Teherán para que, Dios mediante, pueda hacer algo [de cine] allí y lo mostremos a nuestros súbditos.

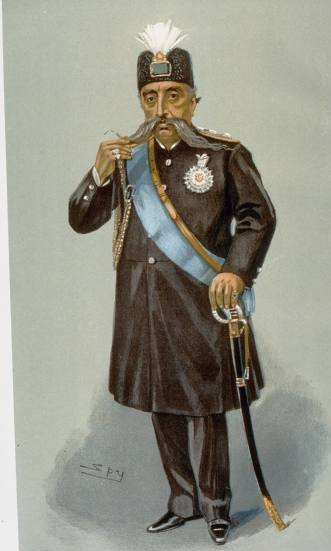
Retrato de Mozaffareddín Shah realizado por Leslie Ward en 1903.

En la primavera de 1901, todavía de viaje, Mozaffareddín concedió al empresario británico William Knox D'Arcy el monopolio de la explotación petrolera en todo Irán salvo las provincias septentrionales. A cambio, el gobierno iraní recibiría el 16 % de los beneficios anuales de la compañía, acuerdo que causaría indignación en Irán durante décadas y que supuso una creciente penetración económica en Irán.
Mozaffareddín Shah emprendió un segundo viaje el 12 de abril de 1903 tras tomar prestados a Rusia 10 millones de rublos, además de conceder privilegios comerciales en las costas iraníes del mar Caspio. El viaje duró 6 meses, en los que el sah visitó Austria, Alemania, Bélgica, Francia, Inglaterra —su destino principal— e Italia. El tercer viaje, costeado con un préstamo de 29.000 libras esterlinas del Banco de Inglaterra, comenzó el 2 de junio de 1905 y duró cuatro meses.

### Revolución constitucional
De regreso de su segundo viaje, Mozaffareddín destituyó a Amín os-Soltán, cuyas funciones fueron asumidas durante un año por un gabinete de cinco ministros, hasta que el sah designó como sadr-e aʿzam a su yerno Abdolmayid Mirzá Einoddoulé, hasta entonces ministro de Interior. Éste obtuvo los fondos necesarios para el tercer viaje real ordenando al director de las aduanas, el belga Joseph Naus, que incrementara las tasas. El descontento provocado provocó un primer encierro (en persa, bast بست) de los comerciantes de Teherán en el santuario de Shah Abdolazim, al sudeste de la capital.

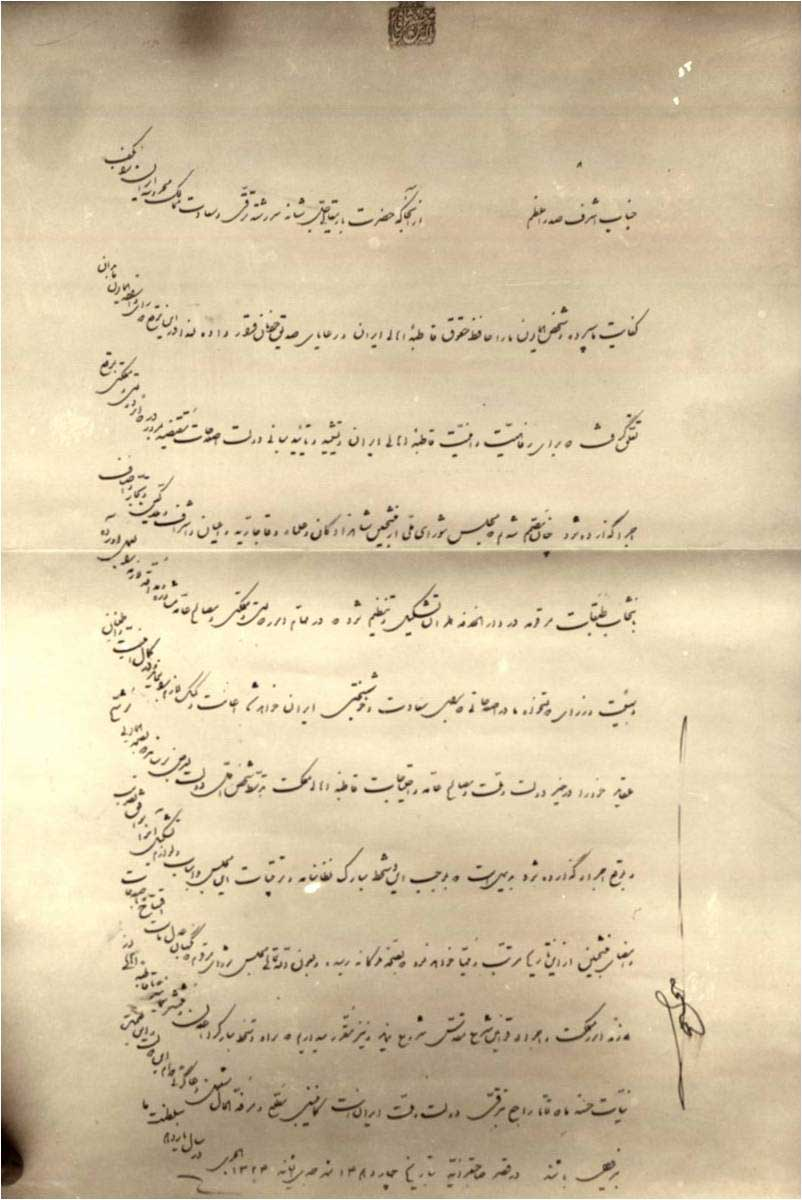
Firmán de creación de la Asamblea Consultiva Islámica firmado por Mozaffareddín Shah el 5 de agosto de 1906.

La orden dada por Einoddoulé de azotar públicamente a tres respetados comerciantes por no reducir sus precios —en un año de malas cosechas y severa inflación agravada por las perturbaciones que causaba al comercio la guerra ruso-japonesa— motivaron un encierro más multitudinario, con la participación de ulemas, en la Mezquita Real (مسجد شاه, trl. masŷed-e Šâh, Mezquita del Imam Jomeini desde 1979). Einoddoulé hizo que los desalojaran, en contra de la tradición de respeto de tales encierros. A continuación, un gran número de ulemas teheraníes se retiraron el 13 de diciembre de 1905 —a propuesta del modernista Seyyed Mohammad Tabatabaí— a Shah Abdolazim. La reclamación más destacada de los protestantes era el establecimiento de una «casa de justicia», cuyas características no se especificaban. Tras aceptar Mozaffareddín Shah la creación de la institución —que sería la génesis de la Asamblea Consultiva Islámica—, los ulemas abandonaron la protesta y regresaron a Teherán.
En una atmósfera crecientemente revolucionaria y mientras el sah, nuevamente de viaje, no parecía dispuesto a cumplir su promesa, un oficial de la guardia cosaca real mató a un seyyed, y en protesta se produjo un nuevo bast en junio de 1906, esta vez en Qom, dirigido por Tabatabaí, Seyyed Abdollah Behbahaní e incluso el monárquico sheij Fazlollah Nurí, que amenazaban con hacer emigrar a todos los ulemas a Nayaf y Karbala, lo que podía privar al país de servicios religiosos (y jurídicos). Casi de inmediato, se produjo un gran tercer bast de entre 12 000 y 14 000 bazaríes de Teherán en el jardín de la embajada británica. Las reivindicaciones eran entonces la destitución de Joseph Naus y de Einoddoulé, reparaciones por disturbios acaecidos en Kermán, la paralización de la construcción del Banco Ruso en el terreno de un cementerio y, sobre todo, el establecimiento de la «casa de justicia».
De regreso de Europa y gravemente enfermo, Mozaffareddín Shah aceptó sustituir a Einoddoulé por Moshiroddoulé y firmó el firmán por el que se ordenaba la creación de la Asamblea Consultiva Islámica el 5 de agosto de 1906. Tras las elecciones, la primera sesión con presencia del shah se celebró el 7 de octubre del mismo año. La asamblea elaboró la primera constitución de Irán y Mozaffareddín Shah la firmó el 30 de diciembre, cuatro días antes de fallecer de un infarto. Fue enterrado en Kerbala, en el actual Irak.

## Títulos y tratamientos
Esta tabla aún no está actualizada. Puedes contribuir aportando información sobre títulos y tratamientos de esta persona.

## Distinciones honoríficas
Nacionales
- Soberano Gran Maestre (y fundador) de la Orden de la Corona de Qajar, en 1900.

Extranjeras
- Caballero gran cruz de la Orden del Águila Roja del Reino de Prusia, en 1893.
- Caballero de la Orden del Águila Negra del Reino de Prusia, en 1902.
- Caballero de la Orden de San Andrés de Rusia, en 1902.
- Caballero de la Orden de San Alejandro Nevski de Rusia, en 1902.
- Caballero de la Orden del Águila Blanca de Rusia, en 1902.
- Caballero de la Orden de San Estanislao de Rusia, en 1902.
- Caballero de primera clase de la Orden de Santa Ana con brillantes de Rusia, en 1902.
- Caballero de la Orden del Toisón de Oro de España, en 1902.
- Caballero de la Suprema Orden de la Santísima Anunciación del Reino de Italia, en 1903.
- Caballero gran cruz de la Orden de los Santos Mauricio y Lázaro del Reino de Italia, en 1903.
- Caballero de la Orden de la Jarretera del Reino Unido, en 1903.
- Caballero gran cruz de la Legión de Honor de Francia, en 1903.
- Gran cordón de la Orden de Leopoldo de Bélgica, en 1903.
- Caballero gran cruz de la Orden de San Esteban de Hungría, en 1903.
- Caballero gran cruz de la Orden de la Estrella de Rumanía, en 1906.
- Gran cruz de la Orden de Leopoldo del Imperio austrohúngaro, en 1893.
- Insignia al Gran Mérito (Nishan-Ali-Imtiaz) de Casa de Osmán de Turquía, en 1900.
- Caballero gran cruz de la Orden del León holandés, en 1900.